# Leptolucania ommata
Leptolucania ommata is een straalvinnige vissensoort uit de familie van de killivisjes (Fundulidae). De wetenschappelijke naam van de soort is voor het eerst geldig gepubliceerd in 1884 door David Starr Jordan.